# Новошведское движение
Новошведское движение (швед. Nysvenska rörelsen) — де-факто не существующая организация, которая придерживалась идеологий фашизма, корпоративизма и этно-национализма.

## История
28 октября 1930 семью студентами из Уппсалы, среди которых были Пер Энгдаль и Дагмар Седерберг, была основана студенческая ассоциация под названием «Det Nya Sverige» («Новая Швеция»). Ассоциация была предшественником и впоследствии развилась в «Новошведское движение». «Новая Швеция» называла свою идеологию «nysvenskhet» («Новошведскость»), тем самым отрекаясь как от фашизма и национал-социализма, так как выступали против диктатуры и считали, что Швеция не подходит для импорта иностранных идеологий, поскольку исторически идёт по особому пути, так и против национал-консерватизма, так как целью организации являлось развитие в сторону корпоративизма и «постоянное развитие шведской традиции». Многие члены «Новой Швеции», такие как Бенгт Петри и Биргит Роде, позднее занимали в Швеции высокие посты. 
Постепенно Новошведское движение закрепилось в Мальмё. В 1932 начала издаваться газета «Vägen Framåt» («Дорога вперёд»). В 1937 году Новошведское движение объединилось с Национальным союзом Швеции, но уже в 1941 новая организация распалась на две старые. В том же году Пер Энгдаль опубликовал открытое письмо правительству, в котором он призывал к солидарности с Финляндией и более тесным отношениям с Германией. Затем Пер Энгдаль основал организацию «Svensk opposition» («Шведская оппозиция») которая также придерживалась идеологии «новошведскости». По данным гос. архива Швеции, в 1941 году в организации состояли 8632 человека.  После второй мировой войны организация помогала беженцам из оккупированной Германии, чтобы не допустить их экстрадиции в СССР.

## Известные члены
- Ингвар Кампрад (1926—2018) — основатель сети мебельных магазинов IKEA. Был членом организации в 1940-х годах.[7]